# Joseph De Craecker
Joseph Ghislain Maria Henri De Craecker, né le 19 janvier 1891 à Anvers et mort le 23 octobre 1975, est un escrimeur belge, médaillé olympique à l'épée.

## Carrière
Il prend part à deux éditions des Jeux olympiques, la première fois dans sa ville natale d'Anvers en 1920 et à Paris en 1924. Lors des premiers, il dispute l'épreuve individuelle, passant le premier tour dans une poule de neuf tireurs comprenant également le futur médaillé Alexandre Lippmann, puis manque la qualification pour le troisième tour en finissant septième ex æquo d'une poule de onze. Son rôle dans l'épreuve par équipes est inconnu, mais la Belgique, victorieuse du Portugal, de la Suisse et des États-Unis et seulement défaite par l'Italie, est médaillée d'argent.
Aux Jeux de Paris, De Craecker ne prend part qu'à l'épreuve par équipes. Il perd un assaut contre l'équipe d'Argentine, battue par 11 victoires à 5, puis gagne tous ses assauts du deuxième tour contre la Suisse (13-3) et finalement deux sur quatre contre l'Espagne, en demi-finale (victoire belge par 9-7). La finale est une poule de quatre équipes comprenant les favoris français et italiens et l'équipe du Portugal. Avec trois victoires personnelles, De Craecker contribue au court succès de son équipe contre le Portugal (9-7), puis avec deux victoires supplémentaires, assiste à la revanche des Belges sur l'équipe d'Italie (11-5). Les deux équipes invaincues, la France et la Belgique, s'affrontent lors du dernier match pour la médaille d'or. Les Français prennent l'avantage et s'imposent (10-5) pour le titre, alors que De Craecker n'obtient qu'une victoire contre Roger Ducret. Quatre ans après l'argent d'Anvers, les Belges récidivent.

## Palmarès
- Jeux olympiques
  -  Médaille d'argent par équipes aux Jeux olympiques de 1920 à Anvers
  -  Médaille d'argent par équipes aux Jeux olympiques de 1924 à Paris